# Selección de fútbol de las Islas Vírgenes Británicas
La selección de fútbol de las Islas Vírgenes Británicas es el representativo nacional de este país. Es controlada por la Asociación de Fútbol de las Islas Vírgenes Británicas, perteneciente a la Concacaf.

## Historia
Fue creada en 1974, se afilió a FIFA y Concacaf en 1996. Es considerada una de las selecciones más débiles del mundo, ya que solo le ha ganado a las Bermudas, a las Islas Vírgenes Estadounidenses, Anguila, Puerto Rico, Sint Maarten, San Bartolomé y a Montserrat. En la Copa del Caribe de 2010 recibió 27 goles en su grupo y no anotó ninguno en sus dos partidos jugados. De los 27 goles sufridos, 17 fueron por parte de la República Dominicana, el peor resultado de su historia hasta la actualidad. Fue la primera selección en ser goleada por Montserrat, uno de los habituales coleros en el ranking FIFA, el 9 de septiembre de 2012 por 7-0.
Su debut en eliminatorias mundialistas fue rumbo a Corea y Japón 2002, donde en primera ronda enfrentaron a Bermudas, donde el primer juego en condición de local perdieron 1-5, y en el juego de vuelta fueron goleados 9-0 quedando eliminados.
Participaron luego en la Clasificación de Concacaf para la Copa Mundial de Fútbol de 2006, en primera ronda ante Santa Lucia, donde el juego de ida en Islas Vírgenes Británicas acabó con una digna derrota por 0-1; pero en el juego de vuelta en Castries, Santa Lucía la historia fue otra y fueron vapuleados 9-0 y acabaron sus aspiraciones mundialistas.
En la Clasificación de Concacaf para la Copa Mundial de Fútbol de 2010, en primera ronda se enfrentaron a Bahamas en donde el primer juego en Nassau acabó 1-1, con esperanzas de avanzar, pero en el juego de vuelta el marcador fue 2-2, quedando eliminado por el criterio de desempate de gol de visitante (que vale doble), siendo eliminados sin perder un juego.
En la primera ronda clasificatoria a la Copa Mundial de Fútbol de 2014 les tocó enfrentarse a sus vecinos de Islas Vírgenes Estadounidenses en donde perdió sus dos encuentros 2-0 y 1-2 respectivamente quedando fuera de Brasil 2014. Es una de las selecciones del Caribe más activas al haber participado en todas las Copa del Caribe exceptuando una, aun cuando no han podido pasar más allá de Primera o Segunda ronda.
En la eliminatoria rumbo al mundial de Rusia 2018 enfrentaron en la primera ronda a su similar de Dominica, con quien perdieron el partido de ida en condición de local en Road Town con marcador de 2-3. El partido de vuelta no fue del todo malo, ya que terminó 0-0 en Roseau, lo que los dejó fuera del mundial en la primera ronda otra vez, pero con el detalle de que empataron ante un rival que anteriormente les anotó 10 goles en un solo juego.
Islas Vírgenes Británicas nunca ha superado la primera ronda en una eliminatoria mundialista y tampoco ha ganado un juego clasificatorio.
Para la Copa del Caribe 2017 jugó la primera ronda donde perdió sus 2 partidos, 3-0 ante Martinica de visitante y tuvo que jugar nuevamente con su similar de Dominica, otra vez más como local, a pesar de que las Islas Vírgenes Británicas no les fue tan mal ante Dominica en la cita mundialista, aquí fue todo lo contrario ya que terminó perdiendo por goleada de escándalo otra vez, ahora por 0-7.

## Últimos partidos y próximos encuentros
Actualizado al último partido jugado el 7 de junio de 2025
| Fecha      | Ciudad         | Local                 | Resultado      | Visitante             | Competición                     |
| ---------- | -------------- | --------------------- | -------------- | --------------------- | ------------------------------- |
| 12-10-2023 | Gros Islet     | Dominica              | 1:1            | I. Virg. Británicas   | Liga Naciones Concacaf 23/24    |
| 16-10-2023 | Providenciales | Turcas y Caicos       | 2:2            | I. Virg. Británicas   | Liga Naciones Concacaf 23/24    |
| 16-11-2023 | Road Town      | I. Virg. Británicas   | 1:2            | Dominica              | Liga Naciones Concacaf 23/24    |
| 22-03-2024 | Saint Croix    | I. Vírg. EE.UU        | 1:1            | I. Virg. Británicas   | Clasificación Copa Mundial 2026 |
| 26-03-2024 | Road Town      | I. Virg. Británicas   | 0:0 (4:2 pen.) | I. Vírg. EE.UU        | Clasificación Copa Mundial 2026 |
| 08-06-2024 | Road Town      | I. Virg. Británicas   | 0:3            | Guatemala             | Clasificación Copa Mundial 2026 |
| 11-06-2024 | San Cristóbal  | Rep. Dominicana       | 4:0            | I. Virg. Británicas   | Clasificación Copa Mundial 2026 |
| 04-09-2024 | George Town    | Islas Caimán          | 1:0            | I. Virg. Británicas   | Liga Naciones Concacaf 24/25    |
| 10-09-2024 | George Town    | I. Virg. Británicas   | 0:2            | S. Cristóbal y Nieves | Liga Naciones Concacaf 24/25    |
| 09-10-2024 | Basseterre     | S. Cristóbal y Nieves | 3:1            | I. Virg. Británicas   | Liga Naciones Concacaf 24/25    |
| 12-10-2024 | Basseterre     | I. Virg. Británicas   | 0:1            | Islas Caimán          | Liga Naciones Concacaf 24/25    |
| 17-04-2025 | The Valley     | Anguila               | 0:0            | I. Virg. Británicas   | Partido amistoso                |
| 20-04-2025 | The Valley     | Anguila               | 1:0            | I. Virg. Británicas   | Partido amistoso                |
| 30-05-2025 | Arnos Vale     | San Vicente y Grnd    | 1:1            | I. Virg. Británicas   | Partido amistoso                |
| 04-06-2025 | Roseau         | Dominica              | 3:0            | I. Virg. Británicas   | Clasificación Copa Mundial 2026 |
| 07-06-2025 | Road Town      | I. Virg. Británicas   | 0:1            | Jamaica               | Clasificación Copa Mundial 2026 |

## Estadísticas

### Copa Mundial de Fútbol
| Copa Mundial de Fútbol | Copa Mundial de Fútbol  | Copa Mundial de Fútbol  | Copa Mundial de Fútbol  | Copa Mundial de Fútbol  | Copa Mundial de Fútbol  | Copa Mundial de Fútbol  | Copa Mundial de Fútbol  |
| Año                    | Ronda                   | J                       | G                       | E                       | P                       | GF                      | GC                      |
| ---------------------- | ----------------------- | ----------------------- | ----------------------- | ----------------------- | ----------------------- | ----------------------- | ----------------------- |
| 1930 - 1982            | No existía la selección | No existía la selección | No existía la selección | No existía la selección | No existía la selección | No existía la selección | No existía la selección |
| 1986 - 1998            | No participó            | No participó            | No participó            | No participó            | No participó            | No participó            | No participó            |
| 2002                   | No clasificó            | No clasificó            | No clasificó            | No clasificó            | No clasificó            | No clasificó            | No clasificó            |
| 2006                   | No clasificó            | No clasificó            | No clasificó            | No clasificó            | No clasificó            | No clasificó            | No clasificó            |
| 2010                   | No clasificó            | No clasificó            | No clasificó            | No clasificó            | No clasificó            | No clasificó            | No clasificó            |
| 2014                   | No clasificó            | No clasificó            | No clasificó            | No clasificó            | No clasificó            | No clasificó            | No clasificó            |
| 2018                   | No clasificó            | No clasificó            | No clasificó            | No clasificó            | No clasificó            | No clasificó            | No clasificó            |
| 2022                   | No clasificó            | No clasificó            | No clasificó            | No clasificó            | No clasificó            | No clasificó            | No clasificó            |
| 2026                   | No clasificó            | No clasificó            | No clasificó            | No clasificó            | No clasificó            | No clasificó            | No clasificó            |
| 2030                   | Por definir             | Por definir             | Por definir             | Por definir             | Por definir             | Por definir             | Por definir             |
| 2034                   | Por definir             | Por definir             | Por definir             | Por definir             | Por definir             | Por definir             | Por definir             |
| Total                  | 0/23                    | -                       | -                       | -                       | -                       | -                       | -                       |

### Copa de Oro de la Concacaf
| Copa de Oro de la Concacaf | Copa de Oro de la Concacaf | Copa de Oro de la Concacaf | Copa de Oro de la Concacaf | Copa de Oro de la Concacaf | Copa de Oro de la Concacaf | Copa de Oro de la Concacaf | Copa de Oro de la Concacaf |
| Año                        | Ronda                      | J                          | G                          | E                          | P                          | GF                         | GC                         |
| -------------------------- | -------------------------- | -------------------------- | -------------------------- | -------------------------- | -------------------------- | -------------------------- | -------------------------- |
| 1963                       | No existía la selección    | No existía la selección    | No existía la selección    | No existía la selección    | No existía la selección    | No existía la selección    | No existía la selección    |
| 1985 - 1989                | No participó               | No participó               | No participó               | No participó               | No participó               | No participó               | No participó               |
| 1991                       | No clasificó               | No clasificó               | No clasificó               | No clasificó               | No clasificó               | No clasificó               | No clasificó               |
| 1993                       | No clasificó               | No clasificó               | No clasificó               | No clasificó               | No clasificó               | No clasificó               | No clasificó               |
| 1996                       | Se retiró                  | Se retiró                  | Se retiró                  | Se retiró                  | Se retiró                  | Se retiró                  | Se retiró                  |
| 1998                       | No clasificó               | No clasificó               | No clasificó               | No clasificó               | No clasificó               | No clasificó               | No clasificó               |
| 2000                       | No clasificó               | No clasificó               | No clasificó               | No clasificó               | No clasificó               | No clasificó               | No clasificó               |
| 2002                       | No clasificó               | No clasificó               | No clasificó               | No clasificó               | No clasificó               | No clasificó               | No clasificó               |
| 2003                       | No clasificó               | No clasificó               | No clasificó               | No clasificó               | No clasificó               | No clasificó               | No clasificó               |
| 2005                       | No clasificó               | No clasificó               | No clasificó               | No clasificó               | No clasificó               | No clasificó               | No clasificó               |
| 2007                       | Se retiró                  | Se retiró                  | Se retiró                  | Se retiró                  | Se retiró                  | Se retiró                  | Se retiró                  |
| 2009                       | No clasificó               | No clasificó               | No clasificó               | No clasificó               | No clasificó               | No clasificó               | No clasificó               |
| 2011                       | No clasificó               | No clasificó               | No clasificó               | No clasificó               | No clasificó               | No clasificó               | No clasificó               |
| 2013                       | No clasificó               | No clasificó               | No clasificó               | No clasificó               | No clasificó               | No clasificó               | No clasificó               |
| 2015                       | No clasificó               | No clasificó               | No clasificó               | No clasificó               | No clasificó               | No clasificó               | No clasificó               |
| 2017                       | No clasificó               | No clasificó               | No clasificó               | No clasificó               | No clasificó               | No clasificó               | No clasificó               |
| 2019                       | No clasificó               | No clasificó               | No clasificó               | No clasificó               | No clasificó               | No clasificó               | No clasificó               |
| 2021                       | No clasificó               | No clasificó               | No clasificó               | No clasificó               | No clasificó               | No clasificó               | No clasificó               |
| 2023                       | No clasificó               | No clasificó               | No clasificó               | No clasificó               | No clasificó               | No clasificó               | No clasificó               |
| 2025                       | No clasificó               | No clasificó               | No clasificó               | No clasificó               | No clasificó               | No clasificó               | No clasificó               |
| Total                      | 0/28                       | -                          | -                          | -                          | -                          | -                          | -                          |

### Liga de Naciones de la Concacaf
| Liga de Naciones de la Concacaf | Liga de Naciones de la Concacaf | Liga de Naciones de la Concacaf | Liga de Naciones de la Concacaf | Liga de Naciones de la Concacaf | Liga de Naciones de la Concacaf | Liga de Naciones de la Concacaf | Liga de Naciones de la Concacaf | Liga de Naciones de la Concacaf | Liga de Naciones de la Concacaf |
| Año                             | L                               | G                               | Ronda                           | J                               | G                               | E                               | P                               | GF                              | GC                              |
| ------------------------------- | ------------------------------- | ------------------------------- | ------------------------------- | ------------------------------- | ------------------------------- | ------------------------------- | ------------------------------- | ------------------------------- | ------------------------------- |
| 2019-20                         | C                               | B                               | Tercer lugar                    | 4                               | 0                               | 0                               | 4                               | 5                               | 15                              |
| 2022-23                         | C                               | D                               | Tercer lugar                    | 4                               | 0                               | 2                               | 2                               | 3                               | 11                              |
| 2023-24                         | C                               | C                               | Segundo lugar                   | 4                               | 1                               | 2                               | 1                               | 7                               | 6                               |
| 2024-25                         | C                               | C                               | Tercer lugar                    | 4                               | 0                               | 0                               | 4                               | 1                               | 7                               |
| Total                           | Total                           | Total                           | 4/4                             | 16                              | 1                               | 4                               | 11                              | 16                              | 39                              |

## Torneos regionales de la CFU

### Copa del Caribe
| Copa del Caribe | Copa del Caribe | Copa del Caribe | Copa del Caribe | Copa del Caribe | Copa del Caribe | Copa del Caribe | Copa del Caribe |
| Año             | Ronda           | J               | G               | E               | P               | GF              | GC              |
| --------------- | --------------- | --------------- | --------------- | --------------- | --------------- | --------------- | --------------- |
| 1989            | No clasificó    | No clasificó    | No clasificó    | No clasificó    | No clasificó    | No clasificó    | No clasificó    |
| 1990            | No clasificó    | No clasificó    | No clasificó    | No clasificó    | No clasificó    | No clasificó    | No clasificó    |
| 1991            | No clasificó    | No clasificó    | No clasificó    | No clasificó    | No clasificó    | No clasificó    | No clasificó    |
| 1992            | No clasificó    | No clasificó    | No clasificó    | No clasificó    | No clasificó    | No clasificó    | No clasificó    |
| 1993            | No clasificó    | No clasificó    | No clasificó    | No clasificó    | No clasificó    | No clasificó    | No clasificó    |
| 1994            | No clasificó    | No clasificó    | No clasificó    | No clasificó    | No clasificó    | No clasificó    | No clasificó    |
| 1995            | Se retiró       | Se retiró       | Se retiró       | Se retiró       | Se retiró       | Se retiró       | Se retiró       |
| 1996            | No participó    | No participó    | No participó    | No participó    | No participó    | No participó    | No participó    |
| 1997            | No clasificó    | No clasificó    | No clasificó    | No clasificó    | No clasificó    | No clasificó    | No clasificó    |
| 1998            | No clasificó    | No clasificó    | No clasificó    | No clasificó    | No clasificó    | No clasificó    | No clasificó    |
| 1999            | No clasificó    | No clasificó    | No clasificó    | No clasificó    | No clasificó    | No clasificó    | No clasificó    |
| 2001            | No clasificó    | No clasificó    | No clasificó    | No clasificó    | No clasificó    | No clasificó    | No clasificó    |
| 2005            | No clasificó    | No clasificó    | No clasificó    | No clasificó    | No clasificó    | No clasificó    | No clasificó    |
| 2007            | Se retiró       | Se retiró       | Se retiró       | Se retiró       | Se retiró       | Se retiró       | Se retiró       |
| 2008            | No clasificó    | No clasificó    | No clasificó    | No clasificó    | No clasificó    | No clasificó    | No clasificó    |
| 2010            | No clasificó    | No clasificó    | No clasificó    | No clasificó    | No clasificó    | No clasificó    | No clasificó    |
| 2012            | No clasificó    | No clasificó    | No clasificó    | No clasificó    | No clasificó    | No clasificó    | No clasificó    |
| 2014            | No clasificó    | No clasificó    | No clasificó    | No clasificó    | No clasificó    | No clasificó    | No clasificó    |
| 2016            | No clasificó    | No clasificó    | No clasificó    | No clasificó    | No clasificó    | No clasificó    | No clasificó    |
| Total           | 0/19            | -               | -               | -               | -               | -               | -               |

## Entrenadores
- Gary White (1998–1999)[4]
- André Villas-Boas (2000)[5]
- Gregory Grant (2000)[6]
- William H. Moravek (2000–2001)[7]
- Patrick Mitchell (2002)[8]
- Michael Tulloch (2004)[9]
- Patrick Mitchell (2008)[10]
- Avondale Williams (2008–2018)[5]
- John Reilly (2018–2021)[11][12]
- Dan Neville (2021)[13]
- Chris Kiwomya (2021–2024)[14]
- David Pérez (2025–)[15]

## Jugadores

### Última convocatoria
| No. | Pos. | Jugador            | Fecha de nacimiento (edad)         | Apa. | Goles | Club               |
| --- | ---- | ------------------ | ---------------------------------- | ---- | ----- | ------------------ |
|     | POR  | Phillip Graham     | 11 de septiembre de 2000 (24 años) | 3    | 0     | HBA Panthers       |
|     | POR  | William Butler     | 4 de junio de 2004 (21 años)       | 0    | 0     | Poole Town sub-23  |
|     | POR  | Daniel Gilford     | 3 de marzo de 2001 (24 años)       | 0    | 0     | VG United          |
|     |      |                    |                                    |      |       |                    |
|     | DEF  | Ikyjah Williams    | 14 de abril de 2003 (22 años)      | 1    | 0     | Rebels FC          |
|     | DEF  | Joshua Bertie      | 9 de octubre de 1996 (28 años)     | 9    | 0     | Andover Town       |
|     | DEF  | Charles Medway     | 2002 de junio del 2                | 6    | 0     | Poole Town         |
|     | DEF  | Liam Blok          | 10 de septiembre de 2001 (23 años) | 3    | 0     | AFC Academy        |
|     | DEF  | Giovanni Grant     | 28 de diciembre de 2002 (22 años)  | 3    | 0     | Old Madrid FC      |
|     | DEF  | Jerry Wiltshire    | 4 de febrero de 1996 (29 años)     | 6    | 2     | Maidenhead United  |
|     | DEF  | Miguel Marshall    | 11 de abril de 2002 (23 años)      | 6    | 0     | Poole Town sub-23  |
|     |      |                    |                                    |      |       |                    |
|     | MED  | Carlos Septus      | 16 de junio de 1991 (34 años)      | 19   | 1     | One Caribbean FC   |
|     | MED  | Kristian Javier    | 6 de abril de 1996 (29 años)       | 12   | 0     | Lionsbridge FC     |
|     | MED  | Jamie Wilson       | 31 de enero de 1996 (29 años)      | 11   | 1     | Bridgwater Town    |
|     | MED  | T'Sharne Gallimore | 20 de agosto de 2000 (24 años)     | 6    | 0     | Chesham United     |
|     | MED  | Luca Reich         | 11 de abril de 2003 (22 años)      | 1    | 0     | Wolues FC          |
|     | MED  | Justin Smith       | 11 de abril de 2003 (22 años)      | 1    | 0     | One Love United FC |
|     | MED  | Luka Chalwell      | 11 de abril de 2004 (21 años)      | 2    | 0     | Poole Town sub-23  |
|     |      |                    |                                    |      |       |                    |
|     | DEL  | Robbie Green       | 5 de septiembre de 1997 (27 años)  | 9    | 0     | Wolues FC          |
|     | DEL  | Tyler Forbes       | 18 de abril de 2002 (23 años)      | 9    | 3     | Poole Town sub-23  |
|     | DEL  | Tkhoi Richardson   | 15 de mayo de 2003 (22 años)       | 0    | 0     | VG United          |
|     | DEL  | Kevin Fisher       | 27 de marzo de 1995 (30 años)      | 7    | 1     | Islanders FC       |